# Димшич, Мия
Мия Димшич (род. 7 ноября 1992) — хорватская певица и автор песен. Представительница Хорватии на конкурсе «Евровидение-2022» с песней «Guilty Pleasure».

## Биография
Мия Димшич родилась 7 ноября 1992 года в городе Осиек. Получила степень магистра переводоведения на факультете искусств Университета Осиека.
Димшич начала свою карьеру в 2014 году, когда группа «Džentlmeni» пригласила её сопровождать их во время тура по США и Канаде для хорватской диаспоры. Песня «Budi mi blizu» был выпущен 12 октября 2015 года в качестве первого сингла Димшич. «Život nije siv» был выпущен 7 июля 2016 года в качестве ведущего сингла её дебютного альбома. Дебютный альбом Димшич «Život nije siv» была выпущена 20 марта 2017 года. «Život nije siv» занял первое место в хорватском чарте альбомов. Альбом был в конечном итоге сертифицирован платиной в стране. Второй студийный альбом Димшич и первая рождественская запись «Božićno jutro» была выпущена 29 ноября 2017 года.
26 июля 2019 года Димшич выпустила песню «Sva blaga ovog svijeta» с хорватским певцом Марко Толей, а также музыкальное видео. Песня дебютировала на двенадцатой строчке хорватского чарта HR Top 40 и стала первой совместной работой Димшич и Толи. В августе «Sva blaga ovog svijeta» поднялся на первую строчку, став шестым синглом Димшич, возглавившим хит-парад HR Top 40 в качестве ведущего исполнителя.
17 декабря 2021 года Димшич была объявлена одной из четырнадцати участниц национального отбора «Dora-2022» в Хорватии с песней «Guilty Pleasure». 19 февраля 2022 года выиграла этот отбор, получив таким образом право участвовать в конкурсе «Евровидение-2022» в Турине, Италия.

## Дискография
- Život nije siv (2017)
- Božićno jutro (2017)
- Sretan put (2019)